# Bleckley megye
Bleckley megye az Amerikai Egyesült Államokban, azon belül Georgia államban található. Megyeszékhelye és legnagyobb városa Cochran. Lakosainak száma 12 583 fő (2020. április 1.). Bleckley megye Wilkinson, Pulaski, Twiggs, Houston, Dodge és Laurens megyékkel határos.

## Népesség
A megye népességének változása:
| Lakosok száma | 13 050 | 13 046 | 12 905 | 12 771 | 12 243 | 12 583 |
|               | 2010   | 2011   | 2012   | 2013   | 2015   | 2020   |